# ISO 3166-2:CA
ISO 3166-2:CA — стандарт Міжнародної організації зі стандартизації, для позначення геокодів. Є частиною стандарту ISO 3166-2, що належать Канаді. Стандарт охоплює 10-ть провінцій та 3-и території країни.

## Загальні відомості
Кожен геокод складається з двох частин: коду Alpha2 за стандартом ISO 3166-1 для Канади — CA та додаткового двосимвольного коду регіону, записаних через дефіс. Додатковий двосимвольний код утворений із двох букв латинського алфавіту, співзвучних абревіатурі назв провінцій та територій. Геокоди адміністративних одиниць є підмножиною коду домену верхнього рівня — CA, присвоєного Канаді відповідно до стандартів ISO 3166-1.

## Геокоди Канади
Геокоди 10-ти провінцій та 3-х територій адміністративно-територіального устрою Канади.
| Геокод | Адміністративна одиниця    | Статус    |
| ------ | -------------------------- | --------- |
| CA-AB  | Альберта                   | провінція |
| CA-BC  | Британська Колумбія        | провінція |
| CA-QC  | Квебек                     | провінція |
| CA-MB  | Манітоба                   | провінція |
| CA-NS  | Нова Шотландія             | провінція |
| CA-NB  | Нью-Брансвік               | провінція |
| CA-NL  | Ньюфаундленд і Лабрадор    | провінція |
| CA-ON  | Онтаріо                    | провінція |
| CA-PE  | Острів Принца Едварда      | провінція |
| CA-SK  | Саскачеван                 | провінція |
| CA-NU  | Нунавут                    | територія |
| CA-NT  | Північно-західні території | територія |
| CA-YT  | Юкон                       | територія |

## Геокоди прикордонних для Канади держав
- США — ISO 3166-2:US (на півдні та заході),
- Сен-П'єр і Мікелон (Франція) — ISO 3166-2:PM (на сході, морський кордон),
- Гренландія (Данія) — ISO 3166-2:GK (на північному сході, морський кордон).